# Satanic Slaughter
A Satanic Slaughter (korábbi nevén Evil Cunt) svéd black/death/thrash metal együttes volt 1985 és 2006 között.

## Története
Evil Cunt néven alakultak Linköping-ben, a Satanic Slaughter nevet 1985-ben vették fel. Először egy demót adtak ki 1988-ban, eddig már tagcserék is történtek a zenekarban. 1989-ben feloszlottak, Ztephan "Dark" Karlsson gitáros börtönbüntetése miatt. 1992-ben a Seance zenekar tagjaival kiegészítve újjáalakultak. Első nagylemezüket 1995-ben adták ki, egy évvel később már második albumukat is piacra dobták. 1997-ben újból feloszlottak, Ztephan Dark kivételével mindenki új együttest alapított, Witchery néven. Dark új tagokkal folytatta a "Sátáni mészárlás" pályafutását. 2000-ben, 2001-ben és 2002-ben új albumokat dobtak piacra. 2006-ban új tervek születtek az együttes folytatása érdekében, ismét új tagokkal, de ezek a tervek végül nem kerültek megvalósításra, Dark ugyanis elhunyt, szív betegség következtében. Így ebben az évben a zenekar feloszlott.

## Tagjai
Hullámzó volt a felállás a Satanic Slaughternél, az utolsó felállás a következő volt:
- Ztephan Dark - gitár (1985-2006, egyetlen eredeti tag)
- Stefan Johansson - gitár (1999-2006)
- Simon Axenrot - basszusgitár (2003-)
- Fredrik Nilsson - dob (2006-)

## Diszkográfia
- One Night in Hell - demó, 1988
- Satanic Slaughter - album, 1995
- Land of the Unholy Souls - album, 1996
- Afterlife Kingdom - album, 2000
- The Early Years: Dawn of Darkness - válogatáslemez, 2001
- Banished to the Underworld - album, 2002